# Olgierd Łotoczko
Olgierd Łotoczko (ur. 13 czerwca 1937 w Radomiu, zm. 13 września 1976 w Hindukuszu) – polski historyk sztuki, konserwator zabytków, literat, działacz teatralny i turystyczny.

## Życiorys
Był absolwentem radomskiego VI Liceum Ogólnokształcącego im. Jana Kochanowskiego. Po zdaniu matury rozpoczął studia: najpierw zootechniczne w Lublinie, a następnie w zakresie leśnictwa w Warszawie. Ostatecznie, w 1962 roku ukończył historię sztuki na Uniwersytecie Wrocławskim. W 1963 roku objął posadę zastępcy Wojewódzkiego Konserwatora Zabytków w Zielonej Górze, jednak nie pozostał długo na zachodzie Polski; miała na to wpływ fascynacja Bieszczadami, w które trafił jeszcze w 1955 roku. Szybko przeniósł się do Przemyśla, gdzie objął stanowisko Powiatowego Konserwatora Zabytków. Stworzył wówczas m.in. projekt zagospodarowania turystycznego zespołu urbanistyczno-architektonicznego w Kalwarii Pacławskiej. Próbował również ratować niszczejące bieszczadzkie cerkwie, co stało się powodem odwołania go z zajmowanej funkcji.

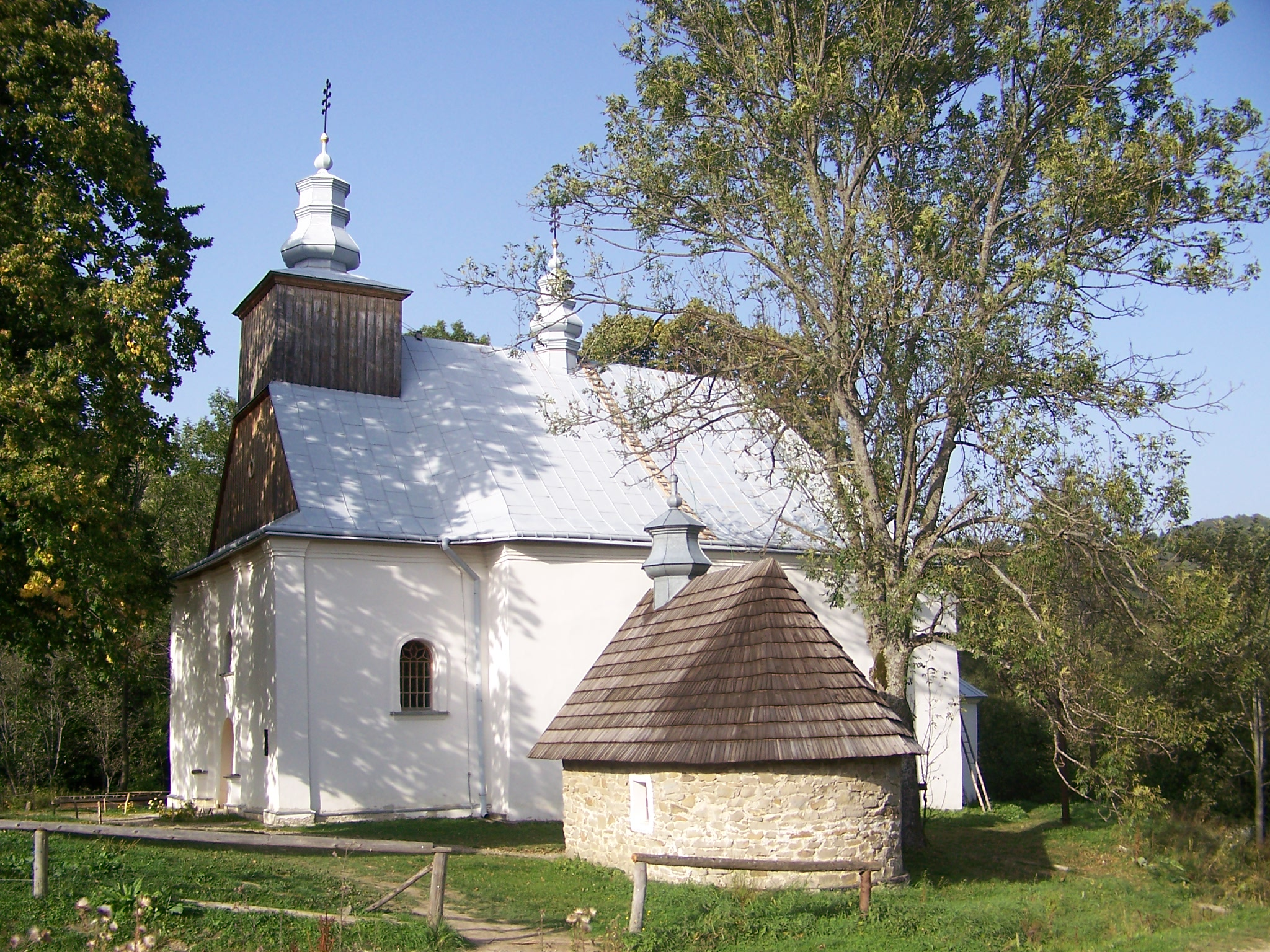
Cerkiew św. Męczennicy Paraskewii w Łopience

W końcu 1968 roku objął funkcję gospodarza w studenckim schronisku na Łopienniku. Równolegle prowadził prace związane z ewidencjonowaniem bieszczadzkich zabytków – jego raporty trafiały do Wojewódzkiego Konserwatora Zabytków w Rzeszowie oraz do tamtejszego Wojewódzkiego Biura Dokumentacji Zabytków. W tym czasie podjął dwie duże akcje konserwatorskie: utworzenie stałej ekspozycji nagrobnej kamieniarki łemkowskiej (lapidarium) na cmentarzu przycerkiewnym w Kotani (w pracach towarzyszyli mu m.in. Piotr Wojciechowski, Stanisław Latałło, Karol Broniatowski oraz Ewa Mehl) oraz ratowanie niszczejącej cerkwi w Łopience. Drugie z przedsięwzięć prowadził własnymi siłami i z własnych środków. Przy okazji prac opracował koncepcję utworzenia przy świątyni studenckiej wioski skansenowej, mającej się składać z przeniesionych z okolicy łemkowskich i bojkowskich chyży. Przewidywał on przeniesienie w l. 1974-1979 do doliny Łopienki 7-8 drewnianych chałup (z Komańczy, Wisłoka Wielkiego i Radoszyc – tzw. grupa górna, mających służyć jako schroniska 15-osobowe, oraz z Michniowca, Chmiela i Bystrego – tzw. grupa dolna, mająca służyć jako schroniska 12-osobowe plus stajnię), 3 drewnianych cerkwi (z Serednicy i Paniszczowa), 2 dzwonnic (z Michniowca i Chmiela), stodoły, kuźni i 2 spichlerzy (z Bystrego i Smolnika nad Osławą. Dzwonnice i spichlerze po adaptacji miały służyć jako mieszkania personelu, cerkwie – jako domy plenerowe studentów malarstwa i teatru; łopiennicka cerkiew miała zaś stać się biurem z recepcją względnie lapidarium sztuki kamieniarskiej. Całość inwestycji miała kosztować według szacunków 6,5 mln zł i zajmować obszar 13 000 ha.
Groźbą dla krajobrazu Łopienki jest konwencjonalny program rolniczy. Ogołocenie jej stoków, budowa obór, ścieki, system ogrodzeń, słupy linii elektrycznej zmienią fakturę doliny, zdejmą jej skalp (...). Myślimy o Łopience jako o miejscu wioski turystycznej. Także – jako o miejscu rezerwatu krajobrazowego. Także – jako o miejscu chroniącym przeniesione tu zabytkowe chaty. Także – jako o centrum studenckiego ruchu turystycznego w Bieszczadach.
W 1973 roku, w wyniku powierzenia mu stanowiska Bieszczadzkiego Konserwatora Zabytków (od marca 1974), Olgierd Łotoczko przeniósł się do Leska. W wyniku jego działań udało się uratować oraz odremontować cerkwie w Strwiążyku, Ustrzykach Dolnych, Rzepedzi i Turzańsku. Nie udało mu się przekonać władz do realizacji idei wioski skansenowskiej w Łopience, pomimo że właśnie za ten projekt został uhonorowany w 1975 roku nagrodą Ministra Kultury i Sztuki oraz otrzymał poparcie Głównego Konserwatora Zabytków w Warszawie. Jednak jeszcze przed nadaniem nagrody – za sprawą lokalnych działaczy PZPR – w październiku 1974 Olgierd Łotoczko został zmuszony do rezygnacji z zajmowanego stanowiska. Do wiosny 1976 roku pracował w oddziale Pracowni Konserwacji Zabytków w Rzeszowie. Następnie został mianowany dyrektorem Domu Pracy Twórczej Stowarzyszenia Historyków Sztuki w Niedzicy. Do jego zadań miało należeć m.in. zorganizowanie mini-skansenu u stóp niedzickiego zamku.
Zginął podczas wyprawy w góry Hindukusz, na którą wyruszył wraz z Tomaszem Turczynowiczem, w wodach rzeki Kunhar.
Jeszcze podczas studiów, Olgierd Łotoczko zaangażował się w studencki ruch teatralny. Współtworzył teatr dramatyczny „Plama”, w którym reżyserował i na potrzeby którego pisał utwory sceniczne. Prócz tego tworzył również prozę i poezję.
W 1969 poślubił Alicję Wróblewską. Wesele odbyło się w schronisku na Łopienniku.
Infiltrowany przez Służbę Bezpieczeństwa.